# 特內里費北部機場
特内里费北部-拉拉古纳市机场（西班牙語：Aeropuerto de Tenerife Norte-Ciudad de La Laguna），通称特內里費北部機場，舊稱洛斯罗德奥斯机场（西班牙語：Aeropuerto de Los Rodeos），是西班牙加那利群島特內里費島上的兩座國際機場之一，距離岛屿首府聖克魯斯-德特內里費11公里。
原本特內里費北部機場只是個小島機場，但是在1977年發生的特內里費空難，造成583名飛機乘客和機員死亡，為至今機上人員死者數最多的嚴重空難，也令這機場由島上主要機場，變為今天只提供來往群島航班服務的次要機場。隨著近年旅客數目的增加，機場也提供不定期來往西班牙本土、歐洲和南美的航班。
此機場旅客量最大的是往返西班牙本土大城馬德里的航線，除此之外也有許多往返加那利群島諸島的航班，每天合計約40班。

## 歷史
1929年冬天，當時機場尚未建成，但是島上就已有給飛機起降的空地，第一班的航機為Arado Flugzeugwerke（德國飛機製商）為德国汉莎航空運作；由柏林飛抵的航班。至1930年，西班牙C.L.A.S.S.A（Compañía de Líneas Aéreas Subvencionadas S.A.）航空公司正式開設由西班牙首都馬德里來往島上的航班，以一部福特四發動機飛機（機身編號為M-CKKA）飛航。
當時，機場的選址已決定，而籌款建設機場的工作就在1935年至1939年進行，但是機場只包括一個小型的飛機庫，給由馬德里來往島上的飛機停放。
1936年7月，佛朗哥將軍飛抵機場，正式接管特內里費島，此時，受西班牙內戰影響，機場的航班暫停直至1941年1月23日由西班牙航空重開。
1946年，機場開始建設航廈大樓、更多的機庫和一條800公尺長的舖裝跑道；同時，機場正式對外開放，包１國際航班。而在1940和50年代，機場的跑道隨住不同種類的飛機飛抵而加長至2400公尺。機場也在1953年開始加設無線電和跑道燈，讓機場可以晚間供飛機起降。於1964年，12/30跑道加長至3000公尺，可供噴射機起降，同一時間，機場還不停擴建機坪。
1971年，第一架波音747客機飛抵，機場跑道也安裝了儀錶着陸系統，讓機場成為島上的主要機場；3000公尺的跑道和儀錶着陸系統可算當時一流的機場，至今也不算落伍。
1977年，一架泛美航空的波音747-100型客機和荷蘭皇家航空的一架波音747-200型客機因為溝通問題和大霧而在跑道相撞，這一起空難令583人死亡，称為特內里費空難。空難後，新机场—特内里费南部机场—在1978年11月6日举行了开通仪式。新机场稍高於海平面，从而避免了雾气的产生。而多雾是空难发生的众多原因之一。来自岛上两个机场的乘客总和使特内里费岛成为汇集加那利群岛最大的客运量的岛屿，2017年共有15,954,190名乘客。

## 航廈

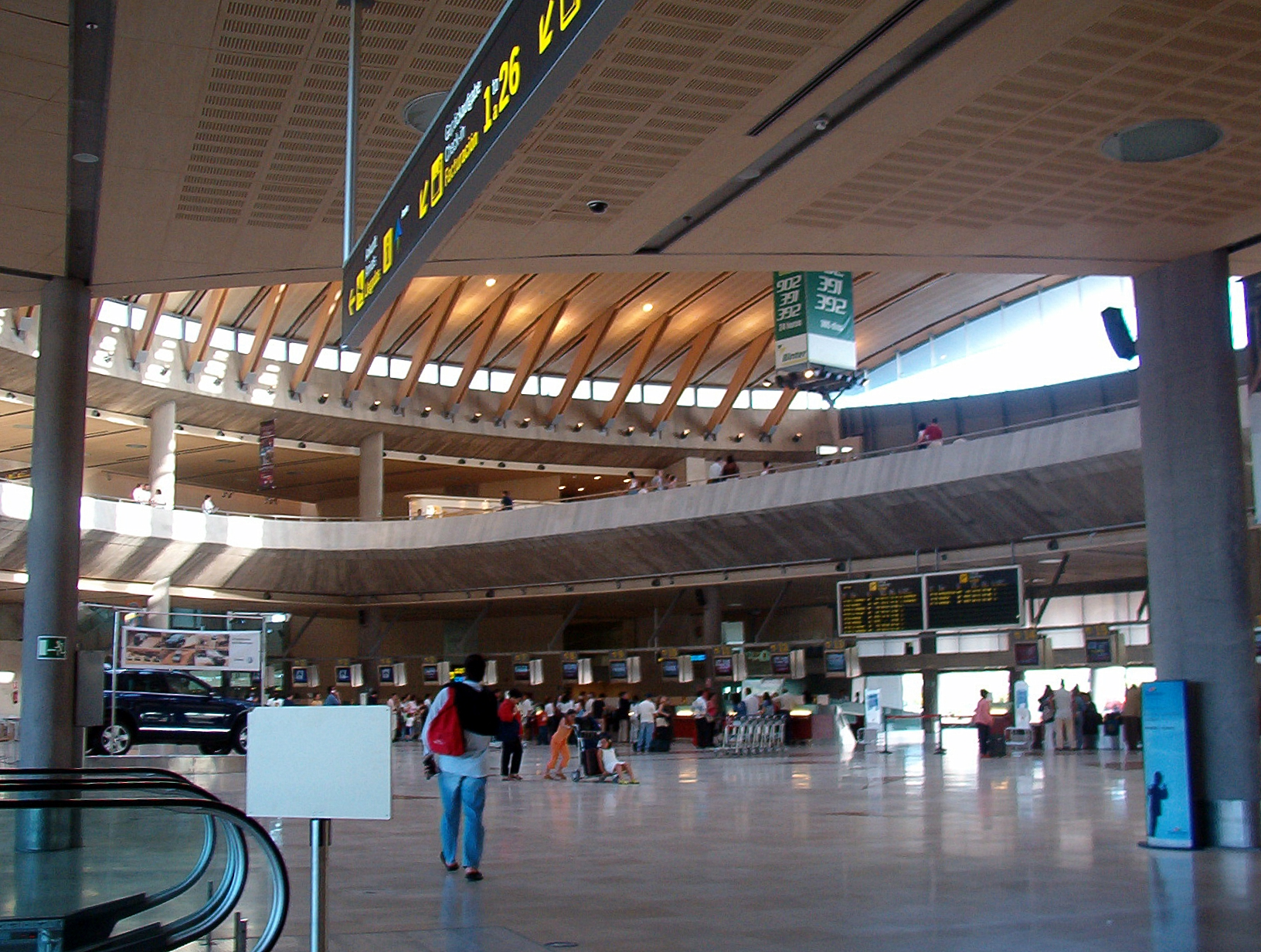
機場的新航廈

機場的新航廈於2002年落成，設有12個登機門，主要為國際航班使用，機場也特設機坪給來往群島的螺旋漿飛機停放。

## 外部連結
- 特內里費北部機場官方網站 （页面存档备份，存于） （英文）
- 空中鳥瞰 （页面存档备份，存于）
- 機場航廈 （页面存档备份，存于）
- 機場內部 （页面存档备份，存于）
- 航空公司飛行員協會關於1977年特內里費空難的文章

28°28′53.81″N 16°20′17.81″W / 28.4816139°N 16.3382806°W